# Motorbranschens Yrkesnämnd
Motorbranschens Yrkesnämnd, MYN, och Lackerarnas Yrkesnämnd, LYN, har bildats gemensamt av arbetsgivare, Motorbranschens Arbetsgivareförbund, och fackförbund, IF Metall respektive Svenska Målareförbundet. Yrkesnämnderna har som mål att det ska finnas välutbildad och yrkeskunnig arbetskraft i motorbranschens företag. För att målet ska nås arbetas det ständigt med att förbättra yrkesutbildningen bland annat genom att satsa på lärarfortbildning och stimulera till internationella utbyten.
MYN och LYN arbetar även med att sprida information om fordonsteknisk utbildning, olika yrkesroller och karriärmöjligheter genom deltagande på mässor, nätverksträffar och informationsmaterial. Nämnderna ger ut fyra nummer per år av tidningen Bilproffs.se, vilken skickas ut gratis till gymnasieelever på fordons- och transportprogrammet samt till motorbranschföretag och högstadieskolors studie- och yrkesvägledare.
MYN och LYN står bakom motorbranschens deltagande i tre olika yrkestävlingar: Yrkes-SM, EuroSkills och Yrkes-VM. I Yrkes-SM arrangerar nämnderna tävlingar för fordonstekniker inom yrkesgrenarna personbilsteknik, bilskadeteknik, fordonslackering och lastbilsteknik. Vinnaren inom grenen personbilsteknik får sedan tävla i EuroSkills samt Yrkes-VM. I Yrkes-VM får även vinnaren på Yrkes-SM inom bilskadeteknik respektive fordonslackering tävla. Än så länge finns inte grenen lastbilsteknik inom de internationella tävlingarna.